# 中文熱
中文熱，又稱漢語熱或華語熱，指在中國的高速發展下，非漢語母語者學習漢語的熱潮。原因多是為認識中國文化或方便貿易，且在抖音（海外版）及類似社交媒體的宣傳下，越來越多的外國人開始了解中國文化，也帶領中國文化到達新一波高潮，形成了所謂的“漢語熱”。目前學習中文及現代標準漢語的非中文母語者在不斷攀昇，對中文教師的需求也在逐漸增加。

## 美國
因为母语（如英文、西班牙文等）多为拼音文字且语言学系属与汉语相差甚远，美國人學習漢語十分困難。發不準语音、記不住汉字，是目前學習中文的難點。美国人学中文，有些是因为配偶是华人或收养了华人小孩；有些是为今后找工作准备；还有人完全是因為喜歡中國文化。美國的中文教師短缺，也成為美國人學習中文的一個障礙，因此有不少美國人到中國留學以及旅游。

## 中文被多個地區的教育系統納入
據央視新聞網報導，截至目前，除中国外全球平均每31个人中就有1个人曾学习和使用中文；同时，全球超过四分之一的国家（地区）将汉语教学纳入国民教育体系，美国、俄罗斯、爱尔兰等国还将汉语列为高考科目。

## 社交媒體
越來越多民眾點開社交媒體後驚奇的發現有許多“中國風元素”。在外國的抖音等社交媒體上，開始出現大量的漢服翻拍視頻，並且這些視頻被許多外國人讚賞，中国街拍已经成为TikTok新晋潮流爆点。老外說中文似乎已經是常事，很多中國網友再不敢隨便在外國街頭“欺負”外國人不懂中文了，並表示很怕他們突然彪出一句“不好意思我也聽的懂中文”。甚至有中國網友說感覺外國人說自己家鄉的方言比自己都還地道。

## 相關
- 推廣普通話
- 國語運動
- 講華語運動
- 孔子学院
- 華語作為第二語言教學